# Knipex
Knipex (nome completo: KNIPEX-Werk C. Gustav Putsch KG) è un'azienda tedesca produttrice di utensili per l'industria e l'artigianato. La sede dell'azienda si trova a Cronenberg, un distretto urbano della città di Wuppertal, in Germania. KNIPEX è da quattro generazioni un'azienda indipendente a conduzione familiare ed è il produttore leader mondiale nel settore delle pinze.

## Storia
L'azienda indipendente a conduzione familiare è stata fondata nel 1882 da C. Gustav Putsch, come fucina. All'inizio l'impresa produceva soprattutto tenaglie e pinze per la ferratura dei cavalli. Nel 1942 Carl Putsch, il rappresentante della seconda generazione, fa registrare il marchio "Knipex". Dagli anni cinquanta del novecento la gamma dei prodotti è stata gradualmente ampliata aggiungendo prodotti come le pinze universali, i tronchesi, pinze regolabili per tubi e dadi, pinze per elettronica, pinze per capicorda, pinze spellacavi e molte altre.
Nel 1954 Karl, appartenente alla terza generazione, assume la direzione della azienda. La produzione è sempre più automatizzata e innovazioni ottengono sempre maggiore priorità. Dal novanta diverse altre aziende fanno parte del gruppo Knipex. Alla quarta generazione appartiene attualmente la direzione. Oggi l'assortimento comprende circa 100 tipi di pinze diverse e oltre il 60 per cento della produzione viene esportato in circa 100 paesi del mondo.

## Catalogo
Il catalogo attualmente comprende circa 100 tipi di pinze per un totale di oltre 900 diverse lunghezze, forme e finiture. Tra queste si trovano pinze comunemente usate, ma anche pinze specializzate per applicazioni in impianti elettrici ed idraulici e nella elettronica. Si trovano anche attrezzi speciali per il taglio, la spellatura e crimpatura nel settore aerospaziale, la tecnologia solare e installazione di fibre ottiche.

## Dipendenti e formazione
A Wuppertal sono impiegate più di 800 persone, di cui 45 apprendisti nelle professioni industriali e commerciali e nell'istruzione duale (insegnamento e apprendimento). Per gli apprendisti industriali l'azienda ha un proprio impianto di formazione. I tirocinanti che Knipex prepara sono regolarmente tra i migliori della regione.
L'azienda ha costruito di recente la "Knipskiste" un asilo che consente ai dipendenti di conciliare lavoro e vita familiare.

## Produzione
La strategia dell'azienda comprende non solo la specializzazione in pinze di alta qualità ma anche l'amministrazione diretta e in un'unica ubicazione. In questo modo si vuole avere un'influenza diretta su tutte le caratteristiche che determinano la qualità del prodotto e garantirne l'affidabilità.
Le fasi della produzione comprendono, oltre alla fucinatura a stampo, con una propria costruzione d'utensili, anche la lavorazione per la rimozione dei trucioli (pulitura, perforazione, fresatura, affilatura) e la lavorazione con il laser. Dopo trattamenti termici (tempra, rinvenimento, tempra ad induzione dei taglienti e dei denti) e di superficie (cromatura, verniciatura, brunitura).

## Museo Knipex
L'azienda ospita un museo, che si estende su due piani. Attraverso l'esposizione di macchine, utensili, posti di lavoro e oggetti di uso quotidiano, si rappresentano le condizioni di lavoro e di vita nell'industria dell'utensileria locale in passato. Il museo è aperto al pubblico una volta l'anno, nell'ambito della manifestazione Wuppertal-24-live, oltre a gruppi di visitatori su appuntamento.

## Gruppo Knipex
Knipex è la società capogruppo del Gruppo KNIPEX che conta un totale di 1350 dipendenti in quattro società di produzione tedesche e diverse succursali di vendita all'estero, tra cui Stati Uniti, Russia, Cina e Dubai.
Al gruppo Knipex appartengono le seguenti aziende di produzione:
- Rennsteig Werkzeuge a Viernau (Turingia), produttore di pinze per impienti elettrici, sanitari e utensili per scalpellatura.
- Orbis Will-Werkzeuge a Ahaus (Münster), produttore di pinze, cesoie ed elementi in plastica.
- Will Werkzeuge a Neustadt (Assia), produttore di pinze.

## Onorificenze
Knipex è stata premiata più di una volta per i suoi prodotti, per le sue innovazioni e per il suo impegno a livello locale. Ha vinto il "Wuppertaler Wirtschaftspreis" nella categoria “Azienda dell'anno” nel 2005 e ha vinto più volte lo stesso premio nelle categorie " Partner dell'anno" e " Marchio dell'anno" del commercio di utensili.